# 7,7mm kulomet typ 92
7,7mm kulomet typ 92 (japonsky 九二式七粍七機銃) vznikl v roce 1932 s určením pro výzbroj letadel Japonského císařského námořnictva. Jednalo se kulomet lehkého typu, který nelze zaměňovat s podobně označeným těžkým kulometem typ 92.

## Popis
V podstatě se jednalo o kopii poválečné verze kulometu Lewis bez válcového opláštění hlavně, od které se odlišoval zejména provedením ochranného lučíku spouště a chladicích žeber na hlavni a plynovém pístu. Zatímco zbraně britské výroby byly modřené, japonské námořní provedení se vyznačovalo povrchovým zinkofosfátováním pokrytým vrstvou černého laku zvyšujícím ochranu proti mořské tříšti. Typ 92 používal diskové zásobníky nábojů na maximálně 97 nábojů a byl užíván jako pohyblivě instalovaná zbraň palubních střelců.
Typ 92 byl standardním manuálně ovládaným kulometem ve vícemístných letadlech Japonského císařského námořního letectva po většinu války v Pacifiku, v jejímž průběhu se ukázal vážně nedostatečným, a letadla vyráběná v pozdějším období konfliktu začala být vybavována kulomety typů 1 a 2, nebo kanóny typu 99.

## Užití
- Aiči D1A
- Aiči D3A
- Kawaniši E7K2[3]
- Kawaniši H6K
- Kawaniši H8K
- Kjúšú Q1W
- Micubiši F1M2[4]
- Micubiši G3M
- Micubiši G4M
- Nakadžima B5N
- Nakadžima B6N
- Jokosuka B4Y
- Jokosuka K5Y
- různé další